# 波羅密
波羅密又译波羅蜜（巴利語、梵語：पारमि，Pāramī），或作波羅蜜多（Pāramitā，羅馬化：pha rol tu phyin pa），意譯到彼岸、事究竟、度無極，簡稱為度，佛教術語。指以大悲心與行善以及方便為基礎的聖潔素質，是所有菩薩行者必修的善德，成就無上究竟菩提的根本资粮（sambhāra）。

## 字源
由和後綴所组成，意为“至上的”，在这里特指菩萨，在此波羅蜜解釋为“菩萨的责任”或“菩萨的财富”。「波羅蜜多」的後綴「多」（-tā），通常添加在抽象名詞之後，表示具備這樣的性質、狀態。例如「法」梵語為dharma，「法性」梵語為dharmata。
從梵語字典裏面的梵英翻譯來看，「波羅蜜」翻譯有兩種：
1. 「transcendental virtue」，意思是「超然的美德」。
2. 「coming or leading to the opposite shore」，意思是「來到或通往彼岸」。

古汉語早期译「波羅蜜」爲「度」，以为词根是“pāram”（对岸，彼处），故解读爲渡到彼岸，「到彼岸」意謂從生死輪迴的此岸因佛法橫越煩惱大海而渡到涅槃解脫的彼岸。藏語的波羅蜜多（pha rol tu phyin pa）亦作「到彼岸」解，拆為「pha rol tu」表示「彼岸」（pāram），以及「phyin pa」表示「到達」（ītā）。

## 南传佛教
在南传佛教体系中，波罗蜜有十種，出自《小部·本生》、《小部·譬喻》、《佛種姓》、《行藏》及其註釋書。巴利本生的經傳註釋記載釋迦牟尼佛前世善慧被燃燈佛授記未來成佛時，思惟這十種波羅蜜。《解脫道論》也記載這十種波羅蜜。
明昆長老所編著的《南傳菩薩道》（Great Chronicle of Buddhas，又译《大佛史》）將十波羅蜜視為聲聞、緣覺與菩薩的共學道品，而非菩薩特德。

### 十波羅蜜
上座部佛教的巴利三藏和注釋中載有菩薩道的修行方法，稱為「大菩提乘」（Mahābodhiyāna），自古至今皆不乏其實踐者。要成為菩薩（bodhisatta）必須發「至上願」（abhinīhāra），並得到佛陀的親自授記。在得到佛陀授記之後，菩薩至少必須用四阿僧祇及十萬大劫的時間來圓滿十種波羅蜜。這十種波羅蜜分別是：佈施波羅蜜、持戒波羅蜜、出離波羅蜜、智慧波羅蜜、精進波羅蜜、忍耐波羅蜜、真實波羅蜜、決意波羅蜜、慈波羅蜜、捨波羅蜜。當菩薩修習諸波羅蜜達到圓滿時，就能證悟等正覺，成為一切知佛陀。

### 六波羅蜜
上座部佛教十波羅蜜可以再縮小為六波羅蜜，六波羅蜜是布施、持戒、忍辱、精進、禪那與智慧。

## 北传佛教

### 四波羅蜜
說一切有部毘婆沙師（迦溼彌羅）立四波羅蜜：佈施（dāna）、持戒（sīla）、精進（viriya）、智慧（prajñā；即般若），以此統攝異說，將外國師別立的忍辱（kshanti）攝於戒，禪定（dhyāna）、多聞攝於慧，戒、慧滿即名彼滿。

### 六波羅蜜
《增壹阿含·序品》，說出世部所誦《大事·多佛品》，《根本說一切有部毘奈耶藥事》，乃至於《佛本行集經》、《修行本起經》、《六度集經》等，皆說布施、持戒、忍辱、精進、禪定、智慧這六種波羅蜜，而為大乘佛教所採用。
六波羅蜜又名六度無極：檀那（佈施）、羅（持戒）、羼提（忍辱）、毗梨耶（精进）、禪那（禅定）、般若（智慧）。其中般若波羅蜜為六波羅蜜之根本，一切善法之淵源，故又稱諸佛之母。
《法華經》、《般若經》、《大智度論》、《瑜伽師地論》等諸多大乘經論皆取此說。寶行王正論說，佈施、持戒為利他，忍辱、精進為自利，禪定、智慧為解脫，略攝大乘義。此六波羅蜜為戒、定、慧三無漏學所含攝，又統攝菩薩所修的一切行門，俱称爲六度萬行。

### 十波罗蜜
大乘佛教又說有十波羅蜜（十度），為六波羅蜜上再設方便（upāya；漚波耶）、願（praṇidhāna；鉢羅尼陀那），力（bala；波羅）、智（jñāna；若那）。按照1930年《中等佛学教科书》，十波羅密是“布施波羅密”（Dānapāramitā）、“戒波羅密”（Śīlapāramitā）、“忍辱波羅密”（Kṣāntipāramitā）、“精進波羅密”（Viryapāramitā）、“靜慮波羅密”（Dhyānapāramitā）、“般若波羅密”（Prajñāpāramitā）、“方便波羅密”（Upāyapāramitā）、“願波羅密”（Praṇidhānapāramitā, Pranidanapārañjaṭ）、“力波羅密”（Balapāramitā）和“智波羅密”（Jñānapāramitā）。
《解深密經》載，六波羅蜜之外另施設四波羅蜜之原因，謂方便波羅蜜為施、戒、忍三波羅蜜之助伴；願波羅蜜為精進波羅蜜之助伴；力波羅蜜為禪波羅蜜之助伴；智波羅蜜為般若波羅蜜之助伴。
欲證佛菩提道必修十波羅蜜直至圓滿，方有資糧能圓成佛道。在成唯識論稱為十勝行，即菩薩在十地時所修行的道法，「謂十地中，修十勝行，斷十重障，證十真如」，方能證得「究竟轉依」。

### 唐密
按照1922年《佛學大辭典》，在胎藏界曼荼羅的虛空藏院，有檀波羅蜜、戒波羅蜜、忍辱波羅蜜、精進波羅蜜、禪波羅蜜、般若波羅蜜、方便波羅蜜，願波羅蜜、力波羅蜜、智波羅蜜这十波羅蜜菩薩。十波羅蜜菩薩是虛空藏菩薩左右諸尊的上段。
| 外金剛部院 \| 文殊院 \| \| \| \| \| \| 地 藏 院 \| 釋迦院 \| 釋迦院 \| 釋迦院 \| 除 蓋 障 院 \| \| 地 藏 院 \| 蓮 華 部 院 \| 遍知院 \| 金 剛 手 院 \| 除 蓋 障 院 \| \| 地 藏 院 \| 蓮 華 部 院 \| 中台 八葉院 \| 金 剛 手 院 \| 除 蓋 障 院 \| \| 地 藏 院 \| 蓮 華 部 院 \| 持明院 \| 金 剛 手 院 \| 除 蓋 障 院 \| \| 地 藏 院 \| 虚空藏院 \| \| \| 除 蓋 障 院 \| \| 蘇悉地院 \| \| \| \| \| |             |             |             |             |
| 文殊院 |             |             |             |             |
| 地 藏 院 | 釋迦院      | 釋迦院      | 釋迦院      | 除 蓋 障 院 |
| 地 藏 院 | 蓮 華 部 院 | 遍知院      | 金 剛 手 院 | 除 蓋 障 院 |
| 地 藏 院 | 蓮 華 部 院 | 中台 八葉院 | 金 剛 手 院 | 除 蓋 障 院 |
| 地 藏 院 | 蓮 華 部 院 | 持明院      | 金 剛 手 院 | 除 蓋 障 院 |
| 地 藏 院 | 虚空藏院    |             |             | 除 蓋 障 院 |
| 蘇悉地院 |             |             |             |             |